# Syrianarpia mendicalis
Syrianarpia mendicalis — вид лускокрилих комах родини вогнівок-трав'янок (Crambidae).

## Поширення
Вид поширений в Туреччині та Ірані. В Україні виявлений в Криму.